# Bob Mark
Bob Mark, właśc. Robert Ian Mark (ur. 28 listopada 1937 w Albury; zm. 21 lipca 2006) – australijski tenisista, zdobywca Pucharu Davisa (1959).

## Kariera tenisowa
Podczas swojej kariery Mark w singlu w zawodach Wielkiego Szlema najdalej doszedł do półfinału Australian Championships 1959, ponosząc porażkę w meczu o udział w finale z Neale’em Fraserem. W latach 1959–1961 Mark wspólnie Rodem Laverem triumfował w Australian Championships w konkurencji gry podwójnej, a w 1958 był w finale tegoż turnieju z Royem Emersonem. Para Mark–Laver była także w finale Wimbledonu 1959 i U.S. National Championships 1960, a wspólnie z Robertem Howe osiągnął finał French Championships 1961.
W zawodach gry mieszanej Mark zwyciężył w Australian Championships 1959 i U.S. National Championships 1961, natomiast w U.S. National Championships 1959 przegrał w finale.
W roku 1959 był w składzie reprezentacji, która wygrała Puchar Davisa. Zagrał w jednym wygranym meczu singlowym przeciwko Kubie, natomiast w finale przeciwko Stanom Zjednoczonym pełnił funkcję rezerwowego.

### Finały w turniejach wielkoszlemowych

#### Gra podwójna (3–4)
| Końcowy wynik | Nr | Data | Turniej                                | Nawierzchnia | Partner     | Przeciwnicy                 | Wynik finału             |
| ------------- | -- | ---- | -------------------------------------- | ------------ | ----------- | --------------------------- | ------------------------ |
| Finalista     | 1. | 1958 | Australian Championships, Sydney       | Trawiasta    | Roy Emerson | Ashley Cooper Neale Fraser  | 5:7, 8:6, 6:3, 3:6, 5:7  |
| Zwycięzca     | 1. | 1959 | Australian Championships, Adelaide     | Trawiasta    | Rod Laver   | Don Candy Robert Howe       | 9:7, 6:4, 6:2            |
| Finalista     | 2. | 1959 | Wimbledon, Londyn                      | Trawiasta    | Rod Laver   | Roy Emerson Neale Fraser    | 6:8, 3:6, 16:14, 7:9     |
| Zwycięzca     | 2. | 1960 | Australian Championships, Brisbane     | Trawiasta    | Rod Laver   | Roy Emerson Neale Fraser    | 1:6, 6:2, 6:4, 6:4       |
| Finalista     | 3. | 1960 | U.S. National Championships, Nowy Jork | Trawiasta    | Rod Laver   | Roy Emerson Neale Fraser    | 7:9, 4:6, 2:6            |
| Zwycięzca     | 3. | 1961 | Australian Championships, Melbourne    | Trawiasta    | Rod Laver   | Roy Emerson Martin Mulligan | 6:3, 7:5, 3:6, 9:11, 6:2 |
| Finalista     | 4. | 1961 | French Championships, Paryż            | Ceglana      | Robert Howe | Roy Emerson Rod Laver       | 6:3, 1:6, 1:6, 4:6       |

#### Gra mieszana (2–1)
| Końcowy wynik | Nr | Data | Turniej                                | Nawierzchnia | Partnerka            | Przeciwnicy                          | Wynik finału    |
| ------------- | -- | ---- | -------------------------------------- | ------------ | -------------------- | ------------------------------------ | --------------- |
| Zwycięzca     | 1. | 1959 | Australian Championships, Adelaide     | Trawiasta    | Sandra Reynolds      | Renée Schuurman Rod Laver            | 4:6, 13:11, 6:1 |
| Finalista     | 1. | 1959 | U.S. National Championships, Nowy Jork | Trawiasta    | Janet Hopps Adkisson | Margaret Osborne DuPont Neale Fraser | 5:7, 15:13, 2:6 |
| Zwycięzca     | 2. | 1961 | U.S. National Championships, Nowy Jork | Trawiasta    | Margaret Smith Court | Darlene Hard Dennis Ralston          | nie rozegrano   |